# Photios Ier de Constantinople
Pour les articles homonymes, voir Photios.
Photios ou Photius Ier de Constantinople (en grec Φώτιος / Phốtios ; en latin Photius), né vers 820, mort le 6 février 891 (ou 897), érudit et homme d'État byzantin, fut patriarche de Constantinople de décembre 858 à novembre 867, puis du 26 octobre 877 au 29 septembre 886. L’Église orthodoxe le compte au moins depuis la fin du Xe siècle parmi les saints et les Pères de l'Église : le Synaxaire de Constantinople mentionne sa fête à la date du 6 février. 
Les Latins l'ont longtemps décrit comme le principal responsable du schisme du IXe siècle (aussi appelé « schisme de Photius »,,). Les travaux de l'historien et ecclésiastique catholique François Dvornik ont sur ce point rendu justice au patriarche, qui se réconcilia avec le pape Jean VIII. Son activité de savant fait également de lui une des personnalités les plus marquantes de l'époque byzantine.

## Biographie

### Famille
Il appartenait à une famille noble de la capitale, proche du palais : le patriarche Taraise (784-806) était son grand-oncle du côté paternel ; son père Serge avait la dignité de spathaire ; sa mère s'appelait Irène. Il avait quatre frères : Serge et Constantin devinrent tous deux protospathaires, et Serge épousa une sœur de l'impératrice Théodora ; Taraise (destinaire de la Bibliothèque) fut patrice ; le plus jeune s'appelait Théodore. Son père, défenseur du culte des images, fut destitué et exilé sous le règne de Théophile ; c'est sans doute le « Serge le Confesseur » dont parle le codex 67 de la Bibliothèque, auteur d'une Histoire qui racontait les huit premières années du règne de Michel II (820-828), et revenait ensuite sur celui de Constantin V (741-775).

### Jeunesse
Sa date de naissance n'est pas connue : elle est antérieure à 828, et certaines estimations la font remonter jusqu'en 810, mais la majorité des recoupements pointe autour de 820. 
Photius fut certainement instruit à Constantinople et acquit très jeune une vaste culture : dans sa Vie d'Ignace (hostile à Photius), Nicétas de Paphlagonie dit qu'il connaissait toutes les disciplines, grammaire et métrique, rhétorique et philosophie, médecine et presque toutes les autres sciences profanes, et qu'il l'emportait sur tous les autres savants de son temps, rivalisant même avec les anciens. Photius ne mentionne aucun de ses maîtres : sans doute parce qu'il se considérait comme essentiellement autodidacte, et aussi parce qu'ils devaient tous être iconoclastes. Léon le Mathématicien en fit certainement partie.
Il prodigua très tôt un enseignement, comme en témoigne la Vie de Constantin le Philosophe : « Constantin étudia Homère et la géométrie, et, avec Léon et Photius, la dialectique et les autres disciplines philosophiques ». Dans la lettre-préface de la Bibliothèque (écrite sans doute en 855), il évoque des séances de lecture et de commentaire de textes qu'il organisait pour des disciples et amis (dont son frère Taraise), à partir d'anciens manuscrits découverts dans des bibliothèques de la capitale et qu'apparemment on ne lisait plus guère. Léon le Mathématicien, lui rendant hommage dans une épigramme, et reconnaissant sa dette, l'appelle « professeur d'un vieillard » (γεροντοδιδάσκαλος, mot emprunté à Platon). C'est dans ces années de jeunesse qu'il composa son Lexique.
Vers 850, il fut nommé prôtoasèkrètis, c'est-à-dire chef de la chancellerie impériale, avec le rang nobiliaire de protospathaire. Cette promotion était liée en partie au mariage de son frère Serge avec Irène, la plus jeune sœur de l'impératrice-régente Théodora et de Bardas. En 855, il fut désigné pour participer à une ambassade auprès du calife de Bagdad, Jafar al-Mutawakkil, qui avait pour but de négocier un échange de prisonniers. L'ambassade partit probablement peu avant le meurtre du premier ministre Théoctiste (20 novembre 855), l'échange eut lieu en février 856, et les diplomates étaient de retour en avril, le mois suivant la déchéance de Théodora, le pouvoir étant désormais exercé par Bardas.

### Premier patriarcat
Le patriarche Ignace, ancien moine rigoriste, et proche de Théodora, entra vite en conflit avec Bardas, à qui il reprochait son inconduite et à qui il finit par refuser la communion devant toute la cour, à Sainte-Sophie, le jour de l'Épiphanie de 857. Finalement arrêté et exilé sur l'île de Térébinthe, il se fit extorquer par la force une lettre de démission (23 novembre 858). Bardas le remplaça par Photius, qui était pourtant un laïc, et à qui on conféra tous les grades ecclésiastiques en six jours, ce qui était une procédure en contradiction avec le droit canonique (particulièrement le 10e canon du concile de Sardique).
Dans une lettre à Bardas, Photius se plaint d'avoir été forcé par lui à prendre la charge de patriarche. Dans sa lettre synodique au pape Nicolas Ier, il affirme qu'il aurait préféré rester avec ses livres et ses élèves. Cette dernière lettre atteignit Rome au début de l'année 860. Nicolas Ier répondit qu'il était satisfait de la profession de foi du nouveau patriarche, mais qu'il était troublé par les circonstances de son avènement ; en conséquence, il envoyait deux légats, Rodoald de Porto et Zacharie d'Agnani, pour examiner les conditions du retrait du patriarche Ignace.
Les légats pontificaux accomplirent leur mission à Constantinople au début de l'année 861. Au terme du concile Prime-second réuni à Constantinople d'avril à septembre 861, ils admirent la validité du remplacement d'Ignace par Photius. Ils retournèrent à Rome accompagnés du secrétaire d'État Léon porteur de messages de Photius et de Bardas. Mais pendant ce temps les partisans d'Ignace, toujours détenu sur l'île de Térébinthe, s'organisaient ; l'archimandrite Théognoste, envoyé à Rome pour y défendre sa cause, y arriva en 862. Finalement Nicolas Ier, désavouant ses légats, trancha en faveur d'Ignace et envoya une lettre à Constantinople exigeant qu'il soit rétabli, la consécration de Photius étant une intrusion illégale. Un concile tenu au Latran en 863 confirma cette prise de position, et d'autre part les légats Rodoald et Zacharie, accusés de s'être laissé corrompre, furent dégradés et excommuniés en 864. Mais l'empereur Michel III et Bardas répondirent au pape par une fin de non-recevoir catégorique et des menaces ; Photius fut confirmé dans sa charge, et les conditions de détention d'Ignace durcies.
À cette querelle s'ajouta la rivalité des deux Églises latine et grecque pour l'évangélisation des Slaves : en 862, Rastislav, prince de Grande-Moravie, vassal du roi franc Louis le Germanique dont il voulait s'émanciper, envoya une ambassade à Michel III pour demander des missionnaires byzantins ; Photius chargea Constantin et Méthode de la mission ; ceux-ci entrèrent en compétition avec le clergé franc déjà installé. En 864, les Byzantins obtinrent également la conversion au christianisme de Boris, khan des Bulgares, mais celui-ci voulait une Église autocéphale avec un patriarche propre, et devant le refus de Photius, il se tourna vers le pape en lui adressant une longue liste de questions sur la religion chrétienne (août 866). Nicolas Ier lui fit 106 réponses détaillées sur les points soulevés et lui envoya une équipe de missionnaires dirigée par les évêques Paul de Populanie et Formose de Porto. Boris prêta un serment de fidélité à la papauté.
À Constantinople, Michel III avait fait assassiner son oncle Bardas par son parakimomène Basile le Macédonien le 21 avril 866, et le gouvernement était très affaibli. Mais Photius réagit à la défection des Bulgares en convoquant un synode à l'été 867. Il y déclara la papauté et l'Église latine hérétiques sur plusieurs points, notamment : l'ajout du Filioque au Credo, l'exclusion des hommes mariés du sacerdoce, le jeûne du samedi, l'usage de pain azyme pour l'eucharistie. Il fit proclamer la déposition et l'excommunication du pape Nicolas Ier.
Mais le 23 septembre suivant, Basile le Macédonien fit assassiner Michel III et s'empara du pouvoir. Voulant s'appuyer sur les opposants à son prédécesseur, il dut montrer rapidement sa résolution de lâcher Photius. Le 26 octobre, fête de saint Démétrios, le patriarche critiqua durement en chaire les meurtres commis par Basile et lui refusa la communion. Quelques jours après, il fut arrêté et enfermé au monastère de la Sképè. L'amiral Hélias fut envoyé sur l'île de Térébinthe pour délivrer Ignace et le ramener entouré des plus grands honneurs au patriarcat. D'autre part, ne voyant pas d'avantage à poursuivre un schisme avec la papauté, d'autant plus qu'il recherchait l'alliance de l'empereur Louis II pour reprendre la Sicile et Bari aux Arabes, Basile dépêcha le spathaire Euthyme à Rome pour négocier avec le nouveau pape Adrien II les termes d'une réconciliation.

### Entre les deux patriarcats
Un concile eut lieu à Rome en mai ou juin 869 en présence de délégués byzantins, où la personne et toutes les décisions de Photius furent condamnées et anathématisées. Les actes du synode de l'été 867 furent brûlés solennellement devant la basilique Saint-Pierre. Un autre concile se tint à Constantinople à partir du 5 octobre suivant, en présence de légats pontificaux (les évêques Donat d'Ostie et Étienne de Nepi et le diacre Marinus). Photius fut jugé, comparut lui-même à la cinquième session, où il refusa de répondre aux questions posées, et à la septième, en compagnie de son consécrateur excommunié Grégoire Asbestas. Sa déposition fut confirmée, et il fut en outre accusé d'hérésie (de soutenir que l'être humain avait deux âmes différentes). L'ancien patriarche fut condamné à la relégation dans le monastère du Sténos sur le Bosphore. Anastase le Bibliothécaire, envoyé par l'empereur Louis II, assista à la dernière session du concile en février 870. Juste après, le khan Boris de Bulgarie, qui était présent à Constantinople, accepta de réintégrer l'obédience byzantine.
Depuis le monastère où il était détenu, Photius maintint une correspondance très active avec le réseau de ses amis. Il fit également une cour très pressante à l'empereur Basile, allant jusqu'à lui forger une ascendance imaginaire remontant à Grégoire l'Illuminateur (car il était d'origine arménienne) et à prétendre avoir trouvé dans ses livres une prophétie annonçant sa grande destinée. À une date incertaine entre 873 et 876, l'ancien patriarche fut autorisé à regagner Constantinople et devint précepteur des princes impériaux, Léon et Alexandre. Il se réconcilia officiellement avec le patriarche Ignace et afficha même une amitié étroite avec lui. Un accord se fit pour que Photius succède à Ignace après sa mort, ce qui aurait l'avantage de refermer les blessures ouvertes par le conflit. Le 26 octobre 877, trois jours après la mort d'Ignace, Photius fut de nouveau proclamé patriarche de Constantinople. Une ambassade fut envoyée à Rome pour expliquer la situation. Le nouveau pape Jean VIII se montra favorablement disposé.

### Second patriarcat
Un nouveau concile se réunit à Constantinople entre novembre 879 et mars 880, en présence de trois représentants de Jean VIII (le cardinal Pierre de Saint-Chrysogone et les évêques Paul d'Ancône et Eugène d'Ostie). Il fut d'ailleurs très important puisqu'il réunit 383 évêques (contre 102 au maximum en 869/70). Cette assemblée annula les mesures disciplinaires du concile de 869 et réintégra solennellement Photius et ses partisans. Elle discuta notamment de la question du Filioque soulevée par Photius (concluant dans le sens de la nécessité de s'en tenir au texte originel du Credo) et d'une délimitation des pouvoirs et des compétences du patriarche de Constantinople. Dans la suite, ce concile (Pseudosynodus Photiana) fut rejeté par l'Église catholique romaine, qui s'en tint au concile de 869, tandis que l'Église orthodoxe, au contraire, considéra que cette légitime assemblée avait à juste titre annulé celle de 869.
Photius était devenu un proche de l'empereur Basile Ier, dont les relations avec son héritier Léon étaient de plus en plus exécrables, jusqu'à des scènes très violentes en public, et en 882 une accusation de complot où le prince faillit être condamné à l'aveuglement, mais fut seulement incarcéré. On ne sait trop quel rôle Photius a pu jouer dans cette relation, mais en tout cas Léon paraît l'avoir détesté, bien qu'ayant été son élève, et très peu de temps après son accession au trône (29 août 886), il fit arrêter et, à la suite d'un procès sous la présidence d'André le Scythe, incarcérer le patriarche en l'accusant de trahison et de complot. Il le contraignit à démissionner (29 septembre) et le remplaça par son propre frère Étienne, qui n'avait que dix-neuf ans.
Photius semble avoir été exilé dans un monastère éloigné de la capitale qui n'est pas vraiment identifié. On ne connaît en fait rien de certain de cette dernière partie de sa vie. Il serait mort un 6 février (jour où il apparaît dans le Synaxaire de Constantinople), soit en 891, soit en 897.

## Œuvre littéraire
- Bibliothèque (vers 843).
- Lexique : compilation de plusieurs lexiques antérieurs, les plus anciens remontant à l'époque romaine (Harpocration, Diogénien d'Héraclée, Ælius Dionysius...) ; travail réalisé dans sa jeunesse avec ses étudiants, en rapport avec l'Etymologicum genuinum, qui est à peu près contemporain ; seul manuscrit complet trouvé récemment dans la bibliothèque du monastère Saint-Nicanor à Zavorda (Macédoine grecque occidentale)[9].
- Amphilochia (874) : réponses à 324 questions posées par l'un de ses disciples favoris, l'évêque Amphiloque de Cyzique, sur des sujets d'exégèse biblique, de théologie, plus rarement de philosophie et de grammaire (une trentaine d'exposés sur ces deux derniers domaines : 12 sur les Catégories d'Aristote, 7 sur la grammaire, 2 sur la mythologie) ; pour l'exégèse et la théologie, réponses tirées surtout d'Épiphane de Salamine, de Cyrille d'Alexandrie, de Théodoret de Cyr et de Jean Damascène ; exposés rigoureux pour les 75 premières questions, puis textes de formes plus disparates, parfois empruntés à la Bibliothèque ou aux Lettres ; travail essentiellement réalisé pendant le premier exil (867-877), sans doute terminé rapidement alors que Photius était de retour à Constantinople et était plus occupé ; constitué en recueil, avec lettre-préface, avant le second patriarcat, car Amphiloque est qualifié de métropolite de Cyzique, alors qu'il fut ensuite transféré à Nicée ; les onze dernières de l'édition Westerink (314-324), connues dans un seul manuscrit, sont postérieures à 877.
- Discours et homélies : 83 dans l'édition Aristarches.
- Deux traités dogmatiques contre la théologie latine : La Mystagogie du Saint-Esprit (contre le Filioque, datant de 885, surtout diffusé sous la forme du résumé de la Panoplie d'Euthyme Zigabène) ; Contre ceux qui disent que Rome est le premier siège ; textes qui ont ensuite servi de bases à la polémique anti-romaine.
- Dissertation sur la réapparition des Manichéens, en quatre livres : histoire (livre I) et réfutation (en une série d'homélies) de la secte des Pauliciens.
- un épitomé de l'Histoire ecclésiastique de Philostorge.
- un recueil de dix questions-réponses sur des points de droit canon.
- Lettres : 299 connues (dont 2 conservées seulement en arménien), datant surtout des deux patriarcats et de l'époque intermédiaire (certaines étant de véritables traités : par exemple la longue lettre à Boris de Bulgarie sur les devoirs des princes, représentant le genre traditionnel du Miroir des princes ; une lettre consacrée aux règles du style épistolaire, montrant qu'il considérait la lettre comme un genre littéraire).

Il faut ajouter des fragments de commentaires de textes bibliques (conservés dans des chaînes exégétiques), surtout sur l'Évangile de saint Matthieu et l'Épître aux Romains. Dans le domaine du droit canon, on lui a traditionnellement attribué le Nomocanon en quatorze titres dit de Photius, réalisé en 883, qui est resté le principal code de droit ecclésiastique à Byzance au moins jusqu'à son actualisation par Théodore Balsamon à la fin du XIIe siècle, mais cette attribution est purement symbolique. Dans le domaine du droit civil, il a participé comme collaborateur de Basile Ier aux travaux ayant abouti à la publication des Basiliques au début du règne de Léon VI (et aurait notamment travaillé sur l'Εἰσαγωγή, l'« introduction » sous forme de résumé publiée dès le règne de Basile Ier).

## Œuvres éditées
- Bibliothèque ou Myriobiblos, texte grec et trad. R. Henry, Les Belles Lettres, 2e tirage 2003. T. 1 : codices 1-83. T. 2 : codices 84-185. T. 3 : codices 186-222. T. IV : codices 223-229. T. V : codices 230-241. T.VI : codices 242-245. T. VII : codices 246-256. T. VIII : codices 257-280. T. IX : index par J. Schamp (524 p., 1991).
- Vasileios Laourdas, Leendert Gerrit Westerink (éd.), Photii patriarchæ Constantinopolitani Epistulæ et Amphilochia, 6 vol., Teubner, Leipzig, 1983-88.
- Christos Theodoridis (éd.), Photii patriarchæ Lexikon, 3 vol., De Gruyter, Berlin, 1982, 2000, 2012.
- Staurakes Aristarches (éd.), Photius Constantinopolitanus : Λόγοι καί όμιλίαι (Discours et homélies), 2 vol., Constantinople, 1900.
- Cyril Mango (trad.), The Homilies of Photius, Patriarch of Constantinople (traduction anglaise), Dumbarton Oaks Studies no 3, Washington, 1958.
- Mystagogie du Saint Esprit, Fraternité orthodoxe St Grégoire Palamas, Paris, 1991.